# Internazionali d'Italia 1992
Italian Open 1992 — тенісний турнір, що проходив на відкритих кортах з ґрунтовим покриттям. Це був 49-й турнір Відкритий чемпіонат Італії. Належав до турнірів ATP Super 9 в рамках Туру ATP 1992 і турнірів 1-ї категорії в рамках Туру WTA 1992. І чоловічі, і жіночі змагання відбулись у Foro Italico в Римі (Італія). Жіночий турнір тривав з 4 до 10 травня 1992 року, чоловічий - з 11 до 18 травня 1992 року.

## Фінальна частина

### Одиночний розряд, чоловіки
Джим Кур'є —  Карлос Коста, 7–6(7–3) 6–0, 6–4
- Для Кур'є це був 5-й титул за сезон і 28-й - за кар'єру.

### Одиночний розряд, жінки
Габріела Сабатіні —  Моніка Селеш 7–5, 6–4
- Для Сабатіні це був 5-й титул за сезон і 25-й — за кар'єру.

### Парний розряд, чоловіки
Якоб Гласек /  Марк Россе —  Вейн Феррейра /  Марк Кратцманн  6–4, 3–6, 6–1

### Парний розряд, жінки
Моніка Селеш /  Гелена Сукова —  Катарина Малеєва /  Барбара Ріттнер 6–1, 6–2